# Мэр Иерусалима
Мэр Иерусалима — высшее должностное лицо Иерусалима, возглавляющее высший орган исполнительной власти города — Мэрия Иерусалима. Мэром Иерусалима может стать гражданин Израиля, достигший тридцатилетнего возраста, избранный жителями города на всеобщем голосовании.
В настоящее время (с 14 ноября 2018 года) должность мэра Иерусалима занимает Моше Лион.

## История

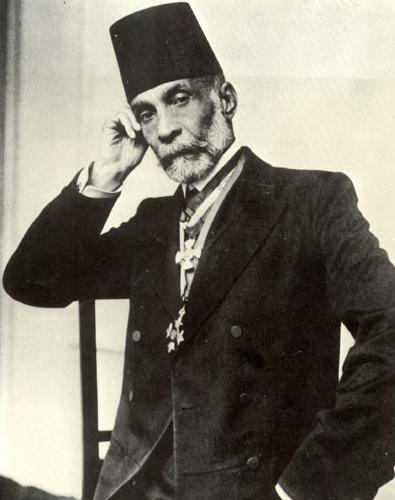
Муса аль-Хусейни (1918—1920)

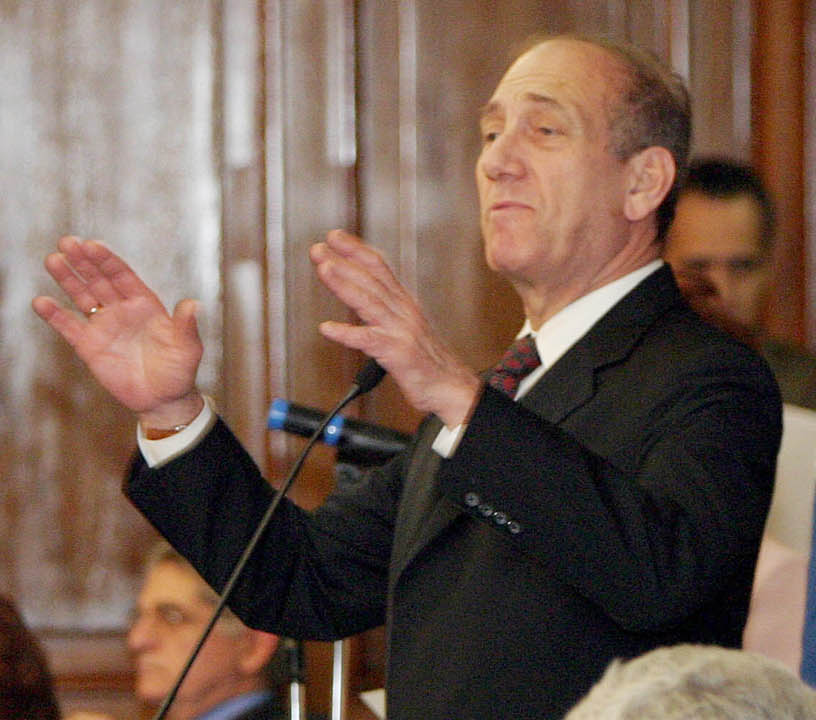
Эхуд Ольмерт (1993—2003)

Городской совет был создан в 1863 году во время господства Османской империи в Палестине. До 1863 у Иерусалима был глава города. По результатам Арабо-израильской войны (1947—1949) Иерусалим был разделен между Израилем (западная часть города) и Трансиорданией (восточная его часть). 13 декабря 1948 года парламент Трансиордании принял закон об аннексии оккупированной ею территории Палестины, включающей в том числе и восточный Иерусалим. 5 декабря 1949 года Израиль объявил Иерусалим своей столицей. До 1967 года этот статус распространялся только на западную часть города. Трансиордания (название, означавшее территорию восточного берега р. Иордан) в апреле 1950 года объявила Иерусалим своей второй столицей, а после его аннексии в составе западного берега Иордана, провозгласила себя Иорданией, подчеркнув этим её контроль над обоими берегами реки.
Соответственно, с 1948 по 1967 годы в городе работали две мэрии: израильская и иорданская — в каждой из его частей.
По результатам Шестидневной войны (1967), на второй день которой Иордания атаковала еврейскую часть города, весь Иерусалим перешёл под израильский контроль. 27 июня 1967 года Израиль распространил свою юрисдикцию на Восточный Иерусалим и часть прилегающих к нему территорий, административно передав его под управление единого муниципалитета Иерусалима.
В 1980 году Кнессет принял Закон об Иерусалиме — «единой и неделимой столице Израиля», и таким образом официально аннексировал Восточный Иерусалим, объединив его в административном отношении с Западным.

## Полномочия мэра Иерусалима
Мэр Иерусалима непосредственно или через органы исполнительной власти города Иерусалима решает вопросы социально-экономического развития города Иерусалима, осуществляет управление городским хозяйством, выполняет другие исполнительно-распорядительные функции в пределах своих полномочий.
Мэр Иерусалима:
- представляет город Иерусалим в отношениях с органами государственной власти, органами государственной власти других органами местного самоуправления или поручает представление города Иерусалима иным лицам, представляет город Иерусалим на официальных протокольных мероприятиях, выполняет другие представительские функции;
- выступает от имени города Иерусалим в рамках компетенции, в случаях и в порядке, установленных законодательством, законами города Иерусалим, поручает выступать от имени города Иерусалим органам исполнительной власти города, должностным лицам, органам местного самоуправления, а также юридическим лицам и гражданам;
- заключает договоры и соглашения в порядке, предусмотренном законодательством и законами города Иерусалим;
- определяет структуру исполнительных органов власти города Иерусалим;

В случаях, угрожающих безопасности и здоровью жителей города Иерусалим, нормальному функционированию систем жизнеобеспечения города, поддержанию правопорядка, мэр Иерусалима вправе принимать необходимые меры по предупреждению экстремальных обстоятельств или ликвидации их последствий с последующим незамедлительным уведомлением тех органов государственной власти, в компетенцию которых входит решение данных вопросов.
По вопросам своей компетенции мэр Иерусалима издает обязательные для исполнения на всей территории города Иерусалима распоряжения и осуществляет контроль за их исполнением.
Мэр Иерусалима имеет печать с изображением герба города Иерусалима и должностной знак. Срок полномочий мэра Иерусалима — 5 лет.

## Мэры Иерусалима

### 1848—1948
- Муса аль-Алами (время правления неизвестно)
- Ахмад Ага Дуздар (1848—1863)[источник?]
- Абдельрахман аль-Даяни (1863—1882)[источник?]
- Селим аль-Хусейни (1882—1897)[источник?]
- Юсуф аль-Халиди (1899—1907)[источник?]
- Файди аль-Алами (1907—1909)
- Хусейн аль-Хусейни (1909—1917)
- Военный губернатор (1917)
- Ареф аль-Даджани (1917—1918)
- Муса аль-Хусейни (1918—1920)
- Рагиб ан-Нашашиби (1920—1934)
- Хусейн аль-Халиди (1934—1937)
- Даниэль Остер (1937—1938)
- Мустафа аль-Халиди (1938—1944)
- Даниэль Остер (1944—1945)
- Муниципальный совет (1945—1948)

### 1948—1967

#### Мэры западной части Иерусалима (Израиль)
- Военный губернатор Дов Йосеф (1948—1949)
- Даниэль Остер (1950—1951)
- Залман Шрагаи (1951—1952)
- Ицхак Карив (1952—1955)
- Гершон Агрон (1955—1959)
- Мордехай Иш-Шалом (1959—1965)
- Тедди Коллек (1965—1967)

#### Мэры Восточного Иерусалима (Аль-Кудс, Иордания)
- Анвар аль-Хатиб (1948—1950)
- Ариф аль-Ариф (1950—1951)
- Ханна Аталлах (1951—1952)
- Омар Ваари (1952—1955)
- Муниципальный совет (1955—1957)
- Рухи аль-Хатиб (1957—1967)

### С 1967 года

#### Объединённый Иерусалим (Израиль)
| № | Мэр            | Фотография | Период руководства | Период руководства | Партийность         |
| - | -------------- | ---------- | ------------------ | ------------------ | ------------------- |
| 1 | Тедди Коллек   |            | 1967               | 1993               | МАПАЙ               |
| 2 | Эхуд Ольмерт   |            | 1993               | 2003               | Ликуд               |
| 3 | Ури Луполянски |            | 2003               | 2008               | Дегель Тора         |
| 4 | Нир Баркат     |            | 2008               | 2018               | Иерусалим преуспеет |
| 5 | Моше Леон      |            | 2018               |                    | ШАС                 |

#### Номинальные мэры Восточного Иерусалима (Аль-Кудс)
- Рухи аль-Хатиб (1967—1994, не мог исполнять обязанности)
- Амин аль-Маджадж (1994—1998, не мог исполнять обязанности)[5]
- Заки аль-Гуль (с 1999 года, не может исполнять обязанности)[5]